# Kota (Chhattisgarh)
Kota è una suddivisione dell'India, classificata come nagar panchayat, di 15.020 abitanti, situata nel distretto di Bilaspur, nello stato federato del Chhattisgarh. In base al numero di abitanti la città rientra nella classe IV (da 10.000 a 19.999 persone).

## Geografia fisica
La città è situata a 22° 18' 0 N e 82° 1' 60 E e ha un'altitudine di 329 m s.l.m..

## Società

### Evoluzione demografica
Al censimento del 2001 la popolazione di Kota assommava a 15.020 persone, delle quali 7.697 maschi e 7.323 femmine. I bambini di età inferiore o uguale ai sei anni assommavano a 2.374, dei quali 1.240 maschi e 1.134 femmine. Infine, coloro che erano in grado di saper almeno leggere e scrivere erano 9.905, dei quali 5.883 maschi e 4.022 femmine.